# Isembert II
Pour les articles homonymes, voir Isembert.
Pour les autres membres de la famille, voir Famille des Isembert.
Isembert II, cité à partir de vers 1025 et mort en 1086, est évêque de Poitiers de vers 1047 à sa mort en 1086. 
Il est issu d'un groupe familial, la famille des Isembert, qui, à partir de l'évêque Gilbert, monopolise l'évêché de Poitiers d'oncle en neveu au XIe siècle, mais il est le dernier évêque de Poitiers de sa famille, qui ne parvient pas à maintenir sa mainmise sur ce siège après lui.

## Biographie
Isembert II est cité à partir de vers 1025,. Il est le fils de Manassé et le neveu du frère de celui-ci, l'évêque de Poitiers Isembert Ier,,,.  Sa famille est possessionnée en Poitou, aux environs de Chauvigny et d'Angles-sur-l'Anglin,.
Archidiacre de Poitiers pendant l'épiscopat de son oncle, Isembert II lui succède vers 1047,,,. En 1050, il participe à un concile réuni par le pape Léon IX à Rome, pendant lequel Gérard de Toul est canonisé. En avril 1068, il est présent à un concile de sa province ecclésiastique, organisé à Bordeaux par le légat pontifical Étienne. 

### Conflits
Isembert II est en conflit avec les chanoines de la collégiale Saint-Hilaire-le-Grand de Poitiers, qui l'accusent d’avoir occupé un monastère appartenant à Saint-Hilaire et d’autres propriétés. En 1074, le pape Grégoire VII charge son légat l'évêque d’Oloron Amat de réunir un concile avec  archevêque de Bordeaux Joscelin de Parthenay, métropolitain d’Isembert, pour trancher ce différend, qui remonte au moins à 1048, année où Bérenger de Tours écrit une lettre à ce propos au trésorier de Saint-Hilaire, Joscelin de Parthenay, futur archevêque de Bordeaux. 
Isembert voit ses droits sur les églises réduits progressivement par le duc d'Aquitaine Guillaume VIII, dont il est pourtant un serviteur fidèle. En 1074, Isembert envoie ses chevaliers attaquer le concile réuni à l'abbaye Saint-Maixent par Amat et Joscelin pour le juger et examiner la situation matrimoniale de Guillaume VIII. Ils y insultent l'archevêque et le légat,. 
Le pape excommunie Isembert en novembre 1074 parce qu'il a consacré l'autel de la nouvelle église abbatiale de Montierneuf, dont la fondation a alimenté les conflits entre Isembert, Guillaume VIII et les chanoines de Saint-Hilaire. Isembert use ainsi de sa prérogative épiscopale. Amat et l'évêque Gérald d'Ostie convoquent alors un concile à Poitiers en 1075. Lors de ce concile, auquel participe Bérenger de Tours, ses membres vont détruire l'autel de l'église de Montierneuf qu'Isembert avait consacré. En effet, pour Amat, une consécration par un évêque excommunié nécessite un rituel d'annulation. Ensuite, Isembert II se soumet rapidement au pape et rallie la réforme grégorienne. Le diocèse de Poitiers accueille alors plusieurs conciles réformateurs.

### La fin d'une dynastie épiscopale
Comme son oncle Isembert Ier et son grand-oncle l'évêque de Poitiers Gilbert,, Isembert II contrôle le château épiscopal d'Angles-sur-l'Anglin, qu'il considère également comme faisant partie de son patrimoine,. 
Isembert II meurt en 1086. Comme d'autres membres de sa famille, il est inhumé dans l'abbaye bénédictine Saint-Cyprien de Poitiers. Sa famille tente alors de faire élire à sa place l’un de ses cousins, Isembert, fils de Sendebaut (lui-même oncle d'Isembert II). Mais comme cet Isembert, archidiacre de Poitiers, est marié et père de plusieurs enfants, l'abbé de Saint-Cyprien de Poitiers, Rainaud, s'oppose à son élection et favorise l'élection de Pierre II. La réforme grégorienne met donc fin à cette dynastie épiscopale,,.